# Spoorlijn Uddevalla - Borås
De spoorlijn Uddevalla - Vänersborg - Herrljunga - Borås ook wel Zweeds: Älvsborgsbanan genoemd is een Zweedse spoorlijn tussen de voormalige provincie Älvsborgs län loopt door het Bohuslän in de provincie Västra Götalands län.

## Geschiedenis

### Geschiedenis Uddevalla - Vänersborg - Herrljunga Järnväg
Het traject van de Älvsborgsbanan tussen Uddevalla - Vänersborg - Herrljunga loopt over het voormalig traject van Uddevalla - Vänersborg - Herrljunga Järnväg (UWHJ) 

### Geschiedenis Borås Järnväg
Het traject van de Älvsborgsbanan tussen Herrljunga en Borås loopt over het voormalig traject van Borås Järnväg (BJ) 

### Plannen Götalandsbanan
Het toekomstige traject van de Götalandsbanan gaat tussen Göteborg C over Jönköping C maakt hierbij gebruik van een deel van de huidige Göteborg - Borås - Alvesta Järnväg (GBAJ) spoorlijn tussen Göteborg en Borås. 

## Aansluitingen
In de volgende plaatsen was of is er een aansluiting van de volgende järnväg wegmaatschappijen:

### Uddevalla

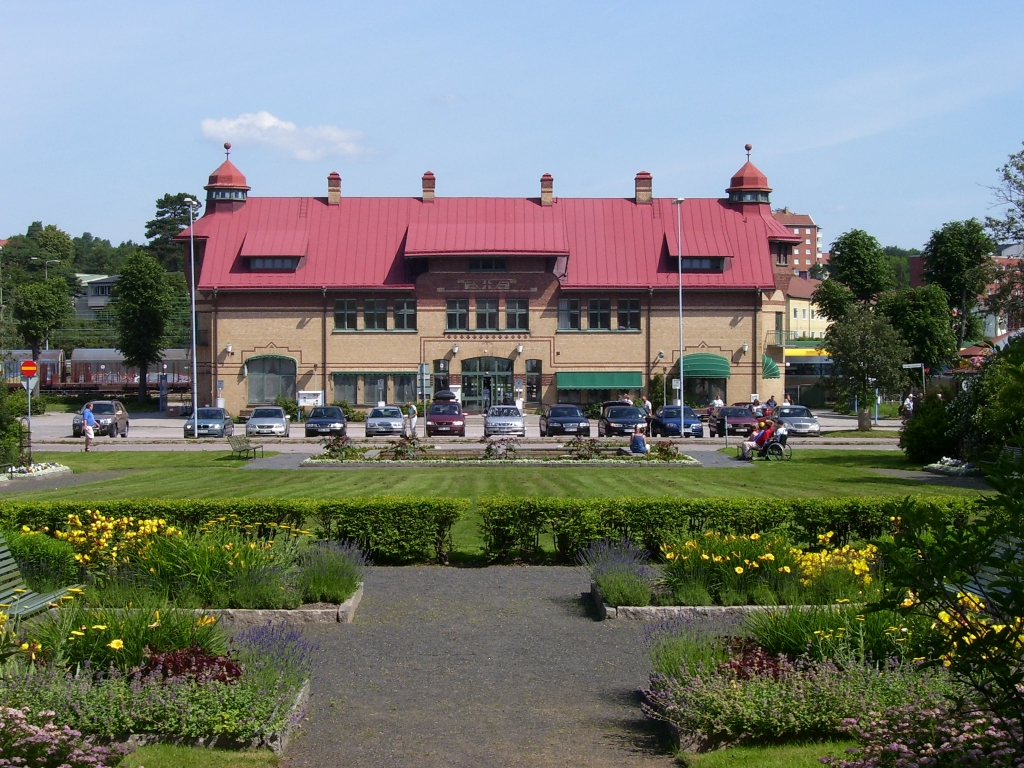
centraal station te Uddevalla

Het traject van de Uddevalla Vänersborg - Herrljunga Järnväg (UWHJ) tussen Uddevalla en Vänersborg naar Herrljunga werd in 1867 geopend. De UWHJ gebruikte hiervoor een spoorbreedte van 1217 mm. Het traject werd in 1899 omgespoord naar 1435 mm. De had dichter bij de stad Uddevalla een eigen station dat ten noorden van het stadscentrum lag en het noordelijker gebouwde SJ station van de Bohusbanan.
Het traject van de Uddevalla - Lelångens Järnväg (ULB) tussen Uddevalla en Bäckelors werd in 1895 geopend. De ULB gebruikte hiervoor een spoorbreedte van 891 mm. Het station van de ULB was nog noordelijker als het SJ station gelegen.
- Bohusbanan spoorlijn tussen Göteborg C en Skee
- Lysekils Järnväg (LyJ) spoorlijn tussen Uddevalla en Lysekil
- Uddevalla - Lelångens Järnväg (ULB) spoorlijn tussen Uddevalla en Bengtsfors
- Uddevalla - Vänersborg - Herrljunga Järnväg (UWHJ) spoorlijn tussen Uddevalla en Vänersborg

### Öxnered
Het gebied rond het station in Öxnered (vroeger Vänersborg Västra) werden tussen 2004 en 2006 de aanpassingen ten behoeve van de ombouw van de Vänernbanan tussen Göteborg en Oslo tot een hoge snelheidsspoorlijn afgerond. Hierbij werd de gelijkvoerse kruising van de Älvsborgsbanan en de Vänernbanan, die vergelijkbaar was aan de kruising bij het Nederlandse spoorwegknooppunt Blauwkapel, opgebroken. Het station werd verplaatst en heeft een positie gekregen als splitsing tussen het traject Göteborg en Vänersborg / Oslo.
Deze kruising was nodig om twee verschillende spoorbreedtes van elkaar gescheiden te houden. Het ging hierbij om de Uddevalla - Vänersborg - Herrljunga Järnväg (UWHJ) met een spoorbreedte van 1217 mm en de Bergslagernas Järnväg (BJ) met een spoorbreedte van 1435 mm.
- Uddevalla - Vänersborg - Herrljunga Järnväg (UWHJ) spoorlijn tussen Uddevalla en Vänersborg en Vara naar Herrljunga
- Bergslagernas Järnväg (BJ) spoorlijn tussen Göteborg – Lilla Edet / Kornsjø (grensplaats) verder als Østfoldbanen naar Oslo in Noorwegen / Kil - Grythyttehed
  - Vänernbanan spoorlijn tussen Göteborg – Lilla Edet / Kornsjø (grensplaats) verder als Østfoldbanen naar Oslo in Noorwegen / Kil

### Håkantorp
- Västergötland - Göteborgs Järnvägar (VGJ) spoorlijn tussen Göteborg en Vara - Skara naar Gullspång/Gårdsjö
- Uddevalla - Vänersborg - Herrljunga Järnväg (UWHJ) spoorlijn tussen Uddevalla en Vänersborg en Vara naar Herrljunga
- Håkantorp - Lidköping Järnväg (HLJ) spoorlijn tussen Håkantorp en Lidköping
  - Kinnekullebanan spoorlijn tussen Håkantorp en Mariestad naar Gårdsjö

### Vara
- Västergötland - Göteborgs Järnvägar (VGJ) spoorlijn tussen Göteborg en Vara - Skara naar Gullspång/Gårdsjö
- Uddevalla - Vänersborg - Herrljunga Järnväg (UWHJ) spoorlijn tussen Uddevalla en Vänersborg en Vara naar Herrljunga

### Herrljunga
Ten oosten van het station in Herrljunga was een gelijkvloerse kruising in het traject van de Västra stambanan en de Älvsborgsbanan tussen Uddevalla en Borås met kopmaken in Herrljunga.
Deze kruising was nodig om twee verschillende spoorbreedtes van elkaar gescheiden te houden. Het ging hierbij om de Uddevalla - Vänersborg - Herrljunga Järnväg (UWHJ) met een spoorbreedte van 1217 mm en de Statens Järnvägar (SJ) met een spoorbreedte van 1435 mm. Het traject van de Borås Järnväg (BJ) spoorlijn tussen Borås en Herrljunga met een spoorbreedte van 1217 mm sloot hierop aan.
- Västra stambanan spoorlijn tussen Stockholm C en Göteborg C
- Uddevalla - Vänersborg - Herrljunga Järnväg (UWHJ) spoorlijn tussen Uddevalla - Vänersborg - Vara en Herrljunga
- Borås Järnväg (BJ) spoorlijn tussen Borås en Herrljunga
  - Borås - Herrljunga Järnväg (BHJ) spoorlijn tussen Borås en Herrljunga

### Borås

#### Borås övre
- Borås Järnväg (BJ) spoorlijn tussen Borås en Herrljunga
  - Borås - Herrljunga Järnväg (BHJ) spoorlijn tussen Borås en Herrljunga

#### Borås nedre
- Göteborg - Borås - Alvesta Järnväg (GBAJ) spoorlijn tussen Göteborg en Borås
- Borås - Alvesta Järnväg (BAJ) spoorlijn tussen Borås en Alvesta
  - Kust till kustbanan spoorlijn tussen Göteborg C en Kalmar / Karlskrona
- Varberg - Borås Järnväg (WBJ) spoorlijn tussen Varberg en Borås
  - Varberg - Borås - Herrljunga Järnväg (WBHJ) spoorlijn tussen Varberg en Herrljunga

## ATC
Het het traject werd voorzien van het zogenaamde Automatische Tågkontroll (ATC).

## Elektrische tractie
Het traject werd geëlektrificeerd met een spanning van 15.000 volt 16 2/3 Hz wisselstroom.

## Bron
- Historiskt om Svenska Järnvägar
- Jarnvag.net